# Литвинов, Иван Никитович
Иван Никитович Литвинов (23 мая 1937, с. Судилков, Шепетовский район, Хмельницкая область, УССР, СССР — 16 июня 2019, Москва, Россия) — советский и российский военачальник, подводник. Начальник Центра глубоководных исследований Министерства обороны России (1990—2000), адмирал (6.05.1994). Лауреат Государственной премии РФ (1994).

## Биография
Родился 23 мая 1937 года в селе Судилков Шепетовского района Каменец-Подольской области (ныне Украина) в семье рабочих. Окончив в 1955 году среднюю школу, Иван решил стать моряком. Пройдя конкурс в 9 человек на место, стал курсантом Высшего военно-морского училища подводного плавания в Риге.
После окончания училища направлен на Северный флот, на должность командира группы минно-торпедной боевой части дизель-электрической подводной лодки С-376 проекта 613. Позднее стал старшим помощником командира, а затем переведён на ту же должность на атомной подводной лодке. В должности командира корабля ходил на ракетных подводных крейсерах проектов 667А и 667БДР «Кальмар».
После окончания в 1974 году Военно-морской академии имени Н. Г. Кузнецова служил в должностях командира ракетного подводного крейсера и заместителя командира дивизии. В 1980 году возглавил 31-ю дивизию подводных лодок Северного флота.
Окончив академические курсы при Военной академии Генерального штаба, назначен заместителем, а в 1986 году — командующим 3-й флотилией подводных лодок Северного флота. Участвовал в испытаниях ракетных подводных крейсеров, руководил проведением специальных и опытных учений по применению ракетного оружия в различных районах мирового океана. Организовывал боевые службы и дежурства атомных крейсеров в океане и сам в них участвовал.
В 1990 году назначен начальником Центра глубоководных исследований Министерства обороны (с 1993 года — Главное управление Министерства обороны РФ).
После выхода в 2000 году в запас И. Н. Литвинов до 2007 года работал главным специалистом Центра военно-стратегических исследований Генерального штаба Вооружённых сил РФ. Являлся академиком Международной академии экологии, членом Содружества ветеранов подводников Гаджиево. Ветеран подразделений особого риска.
Скончался 16 июня 2019 года. Похоронен на Троекуровском кладбище.

## Награды и премии
- Орден «За заслуги перед Отечеством» III степени,
- Орден «За морские заслуги»,
- Орден Ленина,
- Орден «За службу Родине в Вооружённых Силах СССР» III степени,
- Медали СССР,
- Медали РФ.
- Государственная премия Российской Федерации в области науки и техники (1994).
- Почётный гражданин города Гаджиево (1988)[3].

## Семья
- Отец — Никита Иванович Литвинов (1914—1996), участник Великой Отечественной войны, заслуженный железнодорожник СССР.
- Мать — Прасковья Ефимовна Литвинова (1914—1987), вместе с мужем воспитала пятерых детей, кавалер ордена «Материнская слава».
- Жена — Валентина Ивановна Литвинова (род. 1937), инженер-технолог, длительное время работала старшим инженером-радиологом в службе радиационной безопасности объединения атомных подводных лодок. В 1959 году вышла замуж за И. Н. Литвинова. Семья двенадцать раз переезжала из гарнизона в гарнизон.
- Сын — Юрий Иванович Литвинов , окончил Московский физико-технический институт, генеральный директор научно-производственной компании.
- Дочь — Ирина Ивановна Литвинова , окончила Московский институт инженеров транспорта, работает в Военно-морской академии имени Н. Г. Кузнецова.
  - Внук — Литвинов Иван (род. 1986), окончил  Российскую экономическую академию Г. В. Плеханова[3]
  - Внучка — Литвинова Ирина  2004 г.р.
  - Внук — Литвинов Никита 2010 г.р.